# Cenerentola (film 1949)
Cenerentola è un film del 1949 diretto da Fernando Cerchio.

## Trama
È la ripresa cinematografica dell'omonima opera lirica di Gioachino Rossini, a sua volta ispirata all'omonima fiaba di Charles Perrault.

## Luoghi delle riprese
Gli interni del film sono stati girati al Palazzo Reale di Torino e gli esterni nei castelli di Stupinigi e di Tolcinasco e nel Palazzo Reale di Monza.

## Critica
(Recensione su La Stampa del 12 marzo 1949)
(Alberto Albertazzi, "Intermezzo", n. 8/9 del 15 maggio 1949))